# كينغ دونلاب
كينغ دونلاب (بالإنجليزية: King Dunlap)‏ هو لاعب كرة قدم أمريكية أمريكي، ولد في 14 سبتمبر 1985 في ناشفيل في الولايات المتحدة.

## وصلات خارجية
- كينغ دونلاب على موقع مرجع كرة القدم المحترفة.كوم (الإنجليزية)